# Còsroes II
Còsroes II (també anomenat Parviz o Parwiz, 'el victoriós'; en persa خسرو پرویز), fou un emperador sassànida, fill d'Ormazd IV (579-590), nebot de Bistam i net de Còsroes I (531-579), que va governar entre els anys 590 i 628.
Fou portat al tron pels magnats que s'havien revoltat contra el seu pare. Després de ser coronat, el seu pare fou cegat i executat però el general Vararanes Chobin es va revoltar i es va proclamar rei com a Vararanes VI i va dominar el regne. Mentre la guerra contra els romans d'Orient iniciada el 571 encara seguia i Còsroes II va fugir a l'Imperi, primer a Síria i després a Constantinoble, on l'emperador Maurici li va donar suport per recuperar el tron a canvi de la devolució d'Amida, Carrhae, Dara i Mayyafarikin i deixar d'intervenir als afers del regne d'Ibèria i a Armènia, cedint el Lazistan als romans.
Amb el suport de part de l'exèrcit i de la noblesa i de forces romanes d'Orient, Còsroes II va retornar a Ctesifont i va derrotar Vararanes VI a la batalla del Balàrat. Vararanes va fugir al kanat dels Turcs i es va establir a Fergana on uns anys després fou assassinat per un sicari enviat per Còsroes II. Després de recuperar el poder es va signar la pau amb Constantinoble, a la qual foren cedides Armènia, Ibèria, Lazistan i altres territoris i va quedar abolit el tribut que es pagava a l'estat sassànida. Còsroes II va afavorir els cristians. Una expedició persa el 598 va annexionar el sud d'Aràbia com a província sassànida.

## Guerra amb l'Imperi Romà d'Orient
El 602 Maurici va ser assassinat pel general Flavi Focas (602-610), que va usurpar el tron. Això va portar a una nova guerra entre l'Imperi Romà d'Orient i Pèrsia (602-628), suposadament com a revenja per la mort de Maurici, l'aliat i amic de Còsroes II, si bé a la pràctica intentant recuperar tot el territori romà d'Orient perdut i qualsevol altre que fos possible. Un dels suposats errors de Còsroes II fou la captura, empresonament i execució vers 602 del rei An-Numan III ibn al-Múndhir dels làkhmides d'al-Hira que va deixar obert el flanc sud-occidental de l'imperi persa. La causa seria la manca de suport d'aquest rei àrab en la guerra contra els romans; una generació després, els àrabs musulmans van poder atacar per aquest costat amb poca oposició. Els sassànides van envair Síria i Àsia Menor i el 608 van arribar fins a Calcedònia. El 610 Heracli va succeir a Focas.
El 611 fou presa Antioquia i la majoria de les fortaleses de Síria, Mesopotàmia i Armènia, i el 613 fou assetjada i presa Damasc i el 614 Jerusalem, foren que conquerides pel general Sarbar
i la Veracreu fou capturada i portada en triomf a Pèrsia. Poc després el general Saín va avançar per Àsia Menor i va derrotar repetidament els romans d'Orient i el 618 va conquerir Egipte. Els romans van oferir poca resistència, ja que també tenien conflictes interns i estaven sent atacats per àvars i eslaus per la zona del Danubi i els Balcans.
El 622 Heracli va passar a l'ofensiva i el 624 va avançar pel nord de Mèdia on va destruir el gran temple de foc de Ganzhak (Gazaca); el 626 va conquerir Làzica o Lazistan; aquest mateix any el general Sarbar va avançar cap a Calcedònia i va intentar conquerir Constantinoble aliat als àvars (que van atacar per l'altre costat) però no ho va aconseguir i les seves forces foren derrotades i es van haver de retirar de l'Àsia Menor el 628. Mentrestant, el 627 els khàzars van envair el Caucas i això fou aprofitat per Heracli per derrotar els sassànides a la batalla de Nínive, i avançar cap a Ctesifont. Còsroes II va fugir a la reva residència de Dastgerd (prop de la moderna Bagdad). Magnats destacats van alliberar el seu fill gran Cobades II (empresonat pel seu pare) i el van proclamar rei la nit del 23 a 24 de febrer del 628. Quatre dies després Còsroes II era assassinat al seu palau. Heracli va retornar en triomf a Constantinoble i el 629 la Veracreu li fou retornada i Egipte evacuat.